# Senecio carnosulus
Senecio carnosulus là một loài thực vật có hoa trong họ Cúc. Loài này được (Kirk) C.J.Webb miêu tả khoa học đầu tiên năm 1988.